# Atlee Pomerene
Atlee Pomerene, född 6 december 1863 i Berlin, Holmes County, Ohio, död 12 november 1937 i Cleveland, Ohio, var en amerikansk demokratisk politiker. Han representerade delstaten Ohio i USA:s senat 1911-1923.
Pomerene inledde 1886 sin karriär som advokat. Han var åklagare för Stark County, Ohio 1897-1900. Han tjänstgjorde 1911 som viceguvernör i Ohio. Han efterträdde den 4 mars 1911 Charles W.F. Dick som senator för Ohio. Han omvaldes 1916 men besegrades sex år senare av utmanaren Simeon D. Fess. Han förlorade senatsvalet 1926 mot Frank B. Willis.
Pomerene lyckades inte bli nominerad till presidentkandidat i presidentvalet i USA 1928. Demokraterna nominerade Al Smith i stället.
Pomerenes grav finns på West Lawn Cemetery i Canton, Ohio.